# Vesper (cocktail)
Vesper är en cocktail som ursprungligen gjordes av gin, vodka och Kina Lillet. Eftersom den formen av Lillet inte längre tillverkas behövde bartenders modifiera receptet för att efterlikna den ursprungliga smaken. Lillet Blanc eller Cocchi Americano blev då ett typiskt substitut.
Drycken populariserades av författaren Ian Fleming (1908–1964) i hans roman Casino Royale (1953), där rollfiguren James Bond uppfinner receptet och namnger cocktailen. Flemings Bond kallar den för en "special martini", och även om den saknar vermouthen som definierade en martini på Flemings tid, kallas den ibland för en Vesper martini.

## Historia

### Casino Royale
I Ian Flemings Casino Royale, det första av hans verk med James Bond, beställer Bond en torr martini i en "djupt champagneglas". Han ändrar sedan sin beställning och ger bartendern ett recept. Dialogen är:
Just a moment. Three measures of Gordon's, one of vodka, half a measure of Kina Lillet. Shake it very well until it's ice-cold, then add a large thin slice of lemon peel. Got it? ... This drink's my own invention. I'm going to patent it when I think of a good name.
Bond anser att resultatet är "utmärkt" och kallar det en "special martini". Senare i romanen, efter att ha blivit introducerad för den vackra Vesper Lynd, berättar Bond för Vesper att hans sökande efter ett namn är över om hon tillåter honom att döpa drinken efter henne.

### Egentlig bakgrund
Cocktailen var inte Flemings skapelse. Receptet skapades av hans vän Ivar Bryce, vilket framgår av orden Fleming skrev in i Bryces kopia av Casino Royale: "Till Ivar, som blandade den första Vesper och sa det goda ordet." Att namnge en cocktail som Vesper var Flemings idé, även om han hämtade inspiration från någon annans skämt. Han hade stött på termen vid kvällsdrinkar när en butler meddelade: "Vesper serveras." Fleming anpassade denna ordvits på namnet på den tidebön som normalt hålls vid solnedgången – vesper. Bond anspelar på detta genom att prisa sin cocktails namn som "väldigt passande för den violetta timmen då min cocktail nu ska drickas över hela världen".

### Senare historia
Rollfiguren Vesper Lynd dör i Casino Royale. Varken hon eller drinken som är uppkallad efter henne dyker upp i någon av Flemings senare Bond-romaner.
Även om produktionen av Kina Lillet upphörde 1986, ger Bond bartendern samma recept som i romanen i 2006 års film Casino Royale. När Vesper frågar Bond om han döpte drinken efter henne "på grund av den bittra eftersmaken", svarar Bond att han gjorde det "för när du väl har smakat den kommer du inte att dricka något annat."
Vesper, inklusive dess originalrecept reciterat av en bartender, dök ånyo upp i filmen Quantum of Solace (2008). Denna var en uppföljare till Casino Royale baserad på Bond-figuren men utan koppling till något specifikt verk av Fleming.
Till skillnad från vodka martini och mojito, populariserade av Bond-filmerna Dr. No (1962) respektive Die Another Day (2002), blev Vesper inte en välbekant cocktail. Detta var troligen på grund av att Kina Lillet och den senare ersättaren Lillet Blanc inte var allmänt spridda.

## Samtida versioner
Tillverkningen av Kina Lillet, ett frukt-och-kryddsmaksatt aperitifvin från Bordeaux, upphörde 1986. Därför kan originalreceptet inte längre användas för att troget återskapa Fleming-Bond-cocktailen. Ersättningsingredienser försöker återta dryckens ursprungliga smak:
- International Bartenders Associations (IBA) recept använder sig av 45 ml gin, 15 ml vodka och 7,5 ml Lillet Blanc i stället för Kina Lillet.[10] Andra tycker att Lillet Blanc är ett otillräckligt substitut för Kina Lillet, eftersom det saknar den senares kinin som tillförde en distinkt smak,[9][11] medan Kingsley Amis tyckte att originaldrycken var för bitter och förbättrades genom att ersätta Lillet Blanc.[8]
- Ett annat alternativ till Lillet är Cocchi Americano, ett liknande aromatiserat vin,[12] vilket resulterar i en bittrare finish än Lillet Blanc.[13]
- En annan föreslagen ersättare är Kina L'Aéro d'Or.[14]
- 2006 föreslog Esquire att man skulle lägga till kininpulver för att ersätta det som Lillet Blanc saknar, eller som en sista utväg ("i desperation") att lägga till bitter.[15]

Mindre uppmärksamhet har getts de andra spritdryckerna och deras alkoholhalt, men både Tanqueray och Stolitjnaja nämns ibland.
Bond dricker den första vespern från ett "djupt glas", förmodligen det "djupa champagneglas" han angav när han beställde en martini innan han bytte ut receptet. Numera används dock cocktailglas vanligtvis i moderna versioner av denna drink, vilket både Esquire och IBA rekommenderar.

## Anteckningar
1. ↑  Efter att ha smakat på den resulterande drinken och sett "as the deep glass became frosted with the pale golden drink, slightly aerated by the bruising of the shaker", ger Bond rådet till bartendern: "Excellent ... but if you can get a vodka made with grain instead of potatoes, you will find it still better." Därefter retar han sig själv en smula, för att ha påpekat en så liten skillnad.[1]
2. ↑  Två andra rollfigurer ber omgående om samma drink, och en tredje för samma drink minus citrondekorationen.[6]
3. ↑  Filmen från 1967, också den betitlad Casino Royale, var en pastisch på Bond-konceptet. Vesper Lynd syns i en av rollerna men inte cocktailen med samma namn.